# Бакталорантаза
Бакталорантхаза (угор. Baktalórántháza) — місто в медьє Саболч-Сатмар-Береґ в регіоні Північний Великий Альфельд на сході Угорщини.

## Географія
Місто займає площу 35,25 км² і за переписом 2002 року його населення становить 4 295 осіб.

## Історія
Бакталорантхаза була заснована в кінці мідної доби. Перша документальна згадка про місто, яке мало назву в той час Бакта (Bakta), датується 1271 роком, а в 1282 році там була побудована перша католицька церква.
Спорудження замку графом Laszlo Barkoczy відносять до періоду 1618–1638 років. В 1710-их роках частим гостем замку був Ференц II Ракоці.

## Релігія
Римсько-католицька церква ще з середніх століть і до теперешний часу займає помітне місце в житті міста. Місцева католицька церква була побудована в 1282 році. Також тут є греко-католицька церква, зведена в 1842 році в стилі пізнього бароко.
На початку 17 століття з'явилася і пресвітеріанська церква, між 1842 і 1844 роками до неї було додано церковний дзвін.

## Освіта
Географічно Бакталорантхаза розташована в центрі медьє. Тут є вища школа на 1500 учнів, що робить місто важливим освітнім центром. В цій установі навчаються деякі студенти з Румунії.

## Міста-побратими
Бакталорантхаза має побратимські зв'язки з містом Ланьцут, Польща.
| Угорщина | Це незавершена стаття з географії Угорщини. Ви можете допомогти проєкту, виправивши або дописавши її. |